# Phraortes illepidus
Phraortes illepidus är en insektsart som först beskrevs av Brunner von Wattenwyl 1907.  Phraortes illepidus ingår i släktet Phraortes och familjen Phasmatidae. Inga underarter finns listade i Catalogue of Life.